# 대한민국 형사소송법 제171조
대한민국 형사소송법 제171조는 감정보고에 대한 형사소송법의 조문이다.

## 조문
제171조(감정보고) ① 감정의 경과와 결과는 감정인으로 하여금 서면으로 제출하게 하여야 한다.
②감정인이 수인인 때에는 각각 또는 공동으로 제출하게 할 수 있다.
③감정의 결과에는 그 판단의 이유를 명시하여야 한다.
④필요한 때에는 감정인에게 설명하게 할 수 있다.

第171條(鑑定報告) ① 鑑定의 經過와 結果는 鑑定人으로 하여금 書面으로 提出하게 하여야 한다.
②鑑定人이 數人인 때에는 各各 또는 共同으로 提出하게 할 수 있다.
③鑑定의 結果에는 그 判斷의 理由를 明示하여야 한다.
④必要한 때에는 鑑定人에게 說明하게 할 수 있다.

## 참고 문헌
- 손동권 신이철, 새로운 형사소송법(초판, 2013), 세창, 2013. ISBN 9788984114081